# Giuseppe Venceslao del Liechtenstein (principe 1995)
Giuseppe Venceslao del Liechtenstein (nome completo in tedesco Joseph Wenzel Maximilian Maria; Londra, 24 maggio 1995) è un principe liechtensteinese.
Primogenito di Luigi e di Sofia di Baviera, è secondo in linea di successione al trono. Dopo sua madre, è terzo in linea di successione al Casato degli Stuart.

## Biografia

### Battesimo
Il principe Giuseppe Venceslao è nato a Londra nel 1995 presso il Portland Hospital, di conseguenza è il primo erede giacobita nato in Inghilterra dai tempi di Giacomo Francesco Edoardo Stuart. La sua nascita fu annunciata con 25 colpi di cannone.
Venne battezzato il 1⁰ luglio dal vescovo Wolfgang Haas nella chiesa di San Florino, con lo zio paterno Massimiliano come padrino. Gli furono dati i nomi Giuseppe Venceslao, in onore di Giuseppe Venceslao I; Massimiliano, come suo nonno materno, Max in Baviera, e il suo padrino; Maria, come nome di tradizione cattolica, in onore della Madonna.

### Istruzione

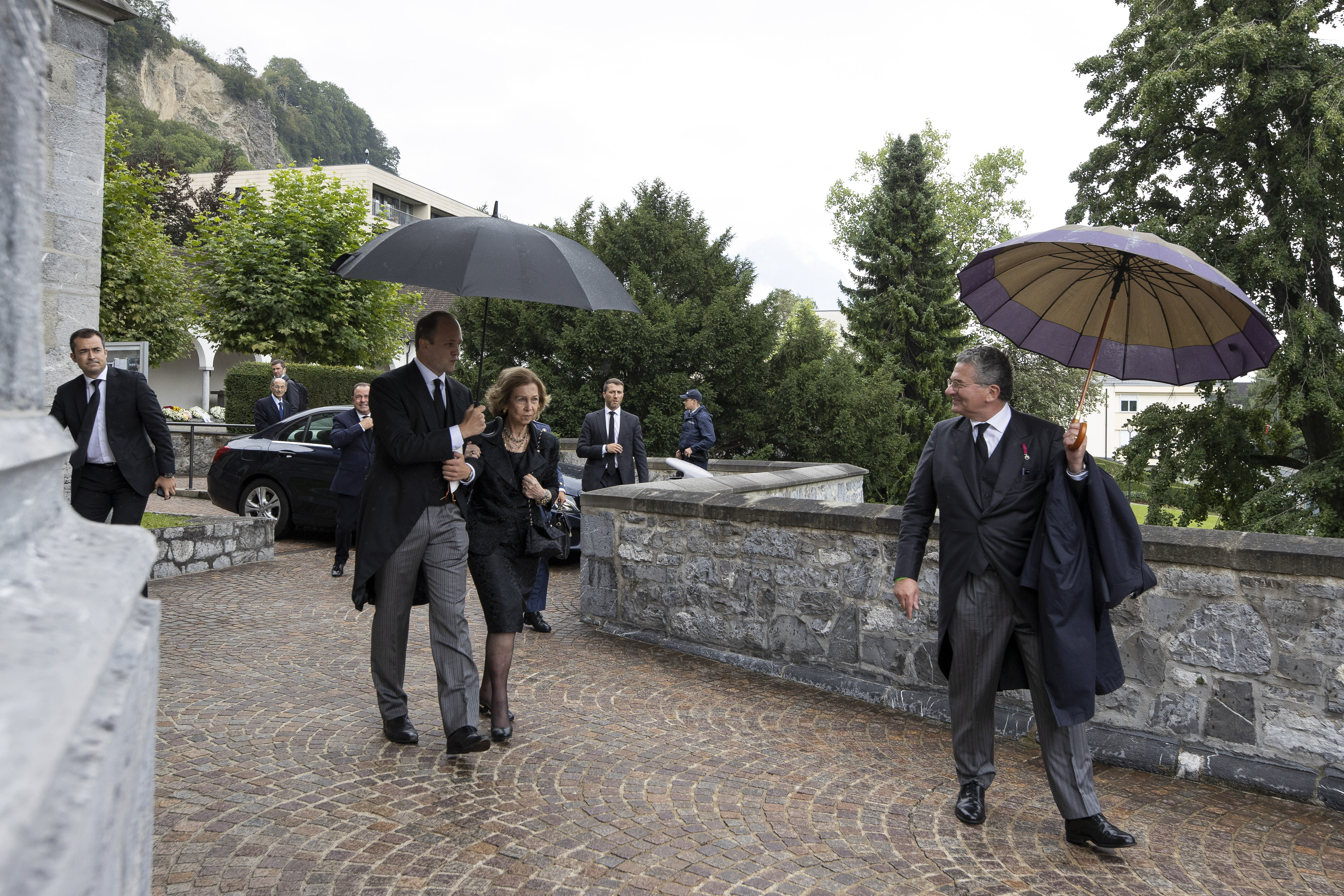
Giuseppe Venceslao accompagna Sofia di Grecia al funerale della nonna Marie, 2021

Frequentò la scuola primaria di Ebenholz e in seguito l'International School di Buchs. Nel 2011 entrò al Malvern College nel Worcestershire e a maggio del 2014 conseguì il baccalaureato internazionale.
In estate compì uno stage al Senato degli Stati Uniti, imparò lo spagnolo e viaggiò per cinque mesi in Sud America, visitando il Perù e la Bolivia. In seguito ha studiato legge.

## Titoli e trattamento
- 24 maggio 1995 - attuale: Sua Altezza Serenissima, il principe Giuseppe Venceslao del Liechtenstein, conte di Rietberg

## Ascendenza
|                                      |                             |                                               | Genitori                                         |  |  | Nonni |  |  | Bisnonni                                |  |  | Trisnonni               |  |
|                                      |                             |                                               |                                                  |  |  |       |  |  | Francesco Giuseppe II del Liechtenstein |  |  | Luigi del Liechtenstein |  |
|                                      |                             |                                               |                                                  |  |  |       |  |  | Francesco Giuseppe II del Liechtenstein |  |  | Luigi del Liechtenstein |  |
|                                      |                             | Elisabetta Amalia d'Asburgo-Lorena            |                                                  |  |  |       |  |  | Francesco Giuseppe II del Liechtenstein |  |  |                         |  |
| Giovanni Adamo II del Liechtenstein  |                             |                                               |                                                  |  |  |       |  |  | Francesco Giuseppe II del Liechtenstein |  |  |                         |  |
|                                      |                             | Giorgina di Wilczek                           | Ferdinand von Wilczek                            |  |  |       |  |  |                                         |  |  |                         |  |
|                                      |                             | Giorgina di Wilczek                           | Ferdinand von Wilczek                            |  |  |       |  |  |                                         |  |  |                         |  |
|                                      |                             | Giorgina di Wilczek                           | Nora Kinsky von Wchinitz und Tettau              |  |  |       |  |  |                                         |  |  |                         |  |
| Luigi del Liechtenstein              |                             | Giorgina di Wilczek                           |                                                  |  |  |       |  |  |                                         |  |  |                         |  |
|                                      |                             | Ferdinand Carl Kinsky von Wchinitz und Tettau | Ferdinand Vincenz Kinsky von Wchinitz und Tettau |  |  |       |  |  |                                         |  |  |                         |  |
|                                      |                             | Ferdinand Carl Kinsky von Wchinitz und Tettau | Ferdinand Vincenz Kinsky von Wchinitz und Tettau |  |  |       |  |  |                                         |  |  |                         |  |
|                                      |                             | Ferdinand Carl Kinsky von Wchinitz und Tettau | Aglaë von Auersperg                              |  |  |       |  |  |                                         |  |  |                         |  |
| Marie Kinsky von Wchinitz und Tettau |                             | Ferdinand Carl Kinsky von Wchinitz und Tettau |                                                  |  |  |       |  |  |                                         |  |  |                         |  |
|                                      |                             | Henriette Caroline von Ledebur-Wicheln        | Eugen von Ledebur-Wicheln                        |  |  |       |  |  |                                         |  |  |                         |  |
|                                      |                             | Henriette Caroline von Ledebur-Wicheln        | Eugen von Ledebur-Wicheln                        |  |  |       |  |  |                                         |  |  |                         |  |
|                                      |                             | Henriette Caroline von Ledebur-Wicheln        | Eleonore Larisch von Moennich                    |  |  |       |  |  |                                         |  |  |                         |  |
| Giuseppe Venceslao del Liechtenstein |                             | Henriette Caroline von Ledebur-Wicheln        |                                                  |  |  |       |  |  |                                         |  |  |                         |  |
|                                      | Alberto Leopoldo di Baviera | Rupprecht di Baviera                          |                                                  |  |  |       |  |  |                                         |  |  |                         |  |
|                                      | Alberto Leopoldo di Baviera | Rupprecht di Baviera                          |                                                  |  |  |       |  |  |                                         |  |  |                         |  |
|                                      | Alberto Leopoldo di Baviera | Maria Gabriella in Baviera                    |                                                  |  |  |       |  |  |                                         |  |  |                         |  |
| Max in Baviera                       | Alberto Leopoldo di Baviera |                                               |                                                  |  |  |       |  |  |                                         |  |  |                         |  |
|                                      |                             | Maria Drašković von Trakošćan                 | Dionys Drašković von Trakošćan                   |  |  |       |  |  |                                         |  |  |                         |  |
|                                      |                             | Maria Drašković von Trakošćan                 | Dionys Drašković von Trakošćan                   |  |  |       |  |  |                                         |  |  |                         |  |
|                                      |                             | Maria Drašković von Trakošćan                 | Juliana Rosa von Montenuovo                      |  |  |       |  |  |                                         |  |  |                         |  |
| Sofia di Baviera                     |                             | Maria Drašković von Trakošćan                 |                                                  |  |  |       |  |  |                                         |  |  |                         |  |
|                                      |                             | Carl Ludvig Douglas                           | Archibald Douglas                                |  |  |       |  |  |                                         |  |  |                         |  |
|                                      |                             | Carl Ludvig Douglas                           | Archibald Douglas                                |  |  |       |  |  |                                         |  |  |                         |  |
|                                      |                             | Carl Ludvig Douglas                           | Astri Henschen                                   |  |  |       |  |  |                                         |  |  |                         |  |
| Elisabeth Douglas                    |                             | Carl Ludvig Douglas                           |                                                  |  |  |       |  |  |                                         |  |  |                         |  |
|                                      |                             | Ottora Maria Haas-Heye                        | Otto Ludwig Haas-Heye                            |  |  |       |  |  |                                         |  |  |                         |  |
|                                      |                             | Ottora Maria Haas-Heye                        | Otto Ludwig Haas-Heye                            |  |  |       |  |  |                                         |  |  |                         |  |
|                                      |                             | Ottora Maria Haas-Heye                        | Viktoria Ada zu Eulenburg                        |  |  |       |  |  |                                         |  |  |                         |  |
|                                      |                             | Ottora Maria Haas-Heye                        |                                                  |  |  |       |  |  |                                         |  |  |                         |  |